# Im Alleingang (1986)
Im Alleingang (russisch Одиночное плавание, wiss. Transliteration Odinočnoe plavanie; auf Deutsch: Einsame Seefahrt) ist ein 1986 veröffentlichter sowjetischer Politthriller und Actionfilm, der im Pazifik im Milieu der sowjetischen Marineinfanterie spielt. Die deutsche Synchronfassung wurde ab März 1987 in Westdeutschland und ab dem 8. Mai 1987 in der DDR aufgeführt. Weitere fremdsprachige Titel waren unter anderem The Detached Mission (Großbritannien, USA), Le Soviet (Frankreich), Soviet: la respuesta (Spanien) und Den ensamma resen (Schweden).

## Handlung
Eine Gruppe US-amerikanischer Rüstungsindustrieller und hochrangiger Geheimdienstmitarbeiter steht der Entspannungspolitik zwischen den USA und der UdSSR ablehnend gegenüber, da dadurch ihr politischer Einfluss und ihre Profitmöglichkeiten gefährdet sind. Sie planen daher, den Dritten Weltkrieg auszulösen.
Dazu soll ein US-amerikanisches Passagierschiff im Rahmen einer Falsche-Flagge-Operation versenkt werden. Ausgeführt werden soll die Aktion durch den Vietnamkriegsveteranen Major Hasselt, der aufgrund seiner Kriegserlebnisse psychisch angeschlagen ist. Hasselt schießt von einer geheimen CIA-Basis im Pazifik einen Marschflugkörper auf das Passagierschiff ab. Der Angriff soll einem in der Nähe übenden Geschwader der sowjetischen Marine zugeschoben werden. Doch Hasselts Rakete trifft nur eine US-amerikanische Segelyacht, deren überlebende Besitzer sich auf eine kleine Insel retten können.
Hasselt gerät angesichts seines Versagens außer sich und stiehlt mit Sergeant Griffith einen Atomsprengkopf, den er auf ein sowjetisches Kriegsschiff feuern will. Als die sowjetische Marine von der Bedrohung erfährt, entsendet sie einen Trupp Marineinfanteristen unter Führung von Major Schatochin auf die Insel. Es kommt zum Kampf zwischen Sowjets und US-Amerikanern. Schatochin kann verhindern, dass die Atomrakete gestartet werden kann.
Hasselt rettet sich jedoch auf ein US-amerikanisches U-Boot und überredet den Kommandanten dazu, ein sowjetisches Kriegsschiff mit konventionellen Waffen anzugreifen. Der Angriff scheitert und das U-Boot wird vernichtet. In einem letzten Gefecht fällt Schatochin. Seine Männer reisen daraufhin in sein Heimatdorf und überbringen seinem Vater die Todesnachricht.

## Produktionsnotizen

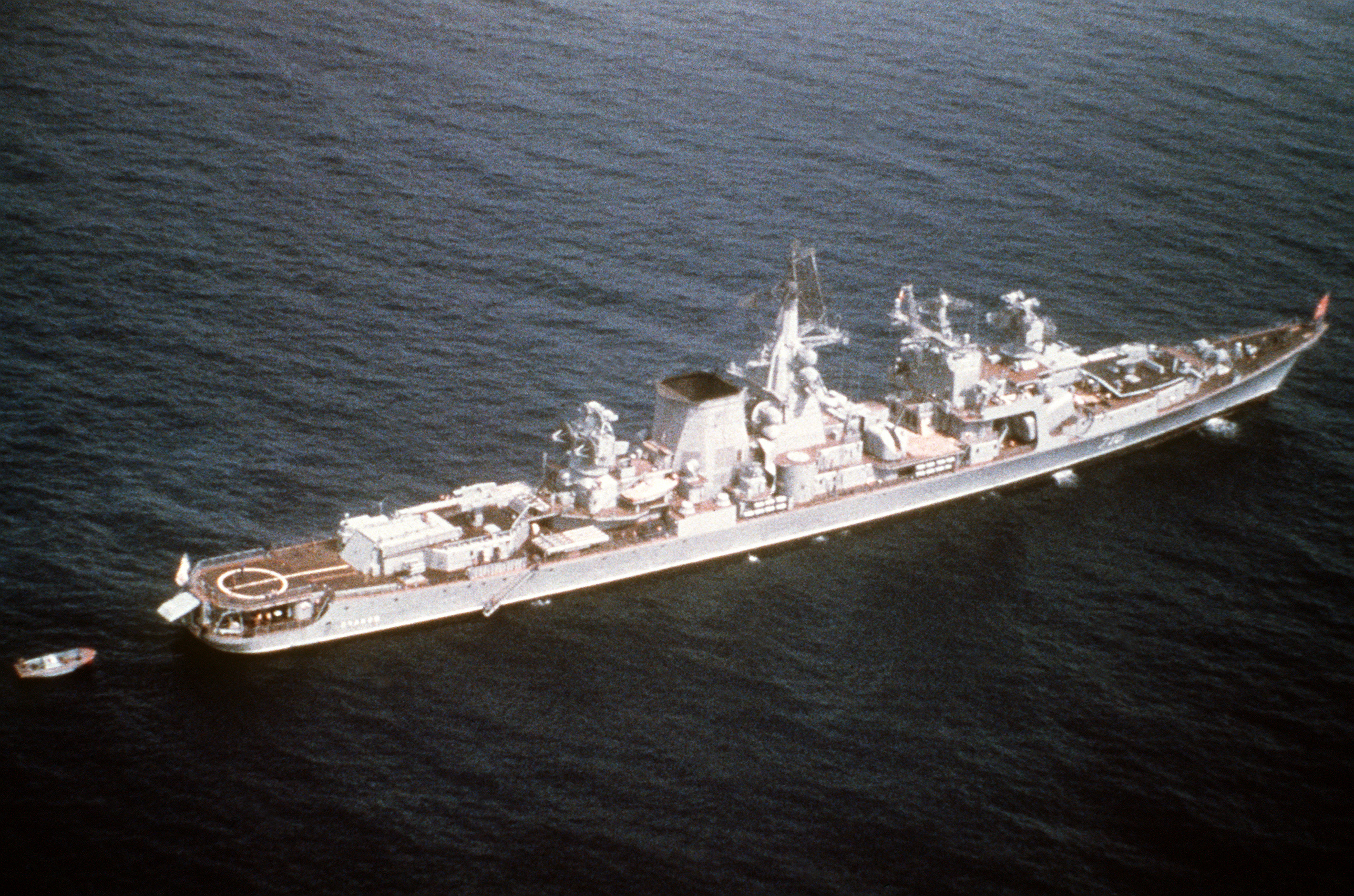
Die Otschakow im Jahr 1982

Drehorte waren die Küstenregion des Schwarzen Meeres, die Tschechoslowakei und Kuba. Als Requisite diente unter anderem der Kreuzer Otschakow der Kara-Klasse. Die Produktionskosten beliefen sich auf 700.000 Rubel.
Regisseur Tumanischwili (1935–2010) hatte bereits bei Der Gegenzug (Otwetny chod, 1981) und Vorfall im Planquadrat 36-80 (Slutschai w kwadrate 36-80, 1982) Regie geführt, die ebenfalls im Milieu der sowjetischen Streitkräfte spielen und in deutscher Synchronisation in der DDR aufgeführt wurden.

## Kritik
„… Mit antiamerikanischer Propaganda unterlegter, formal und inhaltlich niveauloser Kriegs- und Actionfilm; das sowjetische Gegenstück zu Rambo.“

„… Geboten werden, selten in sowjetischen Lichtspielhäusern, anderthalb Stunden Spannung … Filme „kriegspatriotischen Charakters“  - (Sowjet-Formel), in denen Russen und Amerikaner streiten, gibt es zwar öfter … doch selten sind sie in so perfekter Hollywood-Manier gedreht wie dieser … Major Schatochin, gespielt von dem populären Moskauer Mimen, Dichter und Sänger Michail Noschkin, 49, ist freilich mit seinen Hollywood-Kollegen wie James Bond oder Rambo kaum zu vergleichen, auch wenn amerikanische Korrespondenten ihn zum russischen Rambo hochstilisiert haben. Er siegt nämlich nicht im Alleingang, sondern im Kollektiv, hat keine spärlich bekleideten Frauen um sich, ist glühender Patriot, aber kein Kapitalisten-Hasser, zudem tapfer, gehorsam und ein guter Vorgesetzter: das Idealbild eines Genossen …“

## Auszeichnungen
1986 gewann der Film gewann auf dem Allunionsfilmfestival in Alma Ata/Kasachische Sozialistische Sowjetrepublik einen Preis.

## Überlieferung
Im Juli 1987 erschien von „VMP Video Medien Pool“, München, eine VHS-Edition, 2009 von „Euro Video“ eine DVD-Edition.